# Derrick Luckassen
Derrick Luckassen (Ámsterdam, Países Bajos, 3 de julio de 1995) es un futbolista neerlandés. Juega como defensa en el Pafos F. C. de la Primera División de Chipre.

## Clubes
| Club                            | País         | Año       |
| ------------------------------- | ------------ | --------- |
| AZ Alkmaar                      | Países Bajos | 2014-2017 |
| PSV Eindhoven                   | Países Bajos | 2017-2022 |
| Hertha de Berlín (cedido)       | Alemania     | 2018-2019 |
| R. S. C. Anderlecht (cedido)    | Bélgica      | 2019-2021 |
| Kasımpaşa S. K. (cedido)        | Turquía      | 2021      |
| Fatih Karagümrük S. K. (cedido) | Turquía      | 2021-2022 |
| Maccabi Tel Aviv                | Israel       | 2022-2024 |
| Pafos F. C.                     | Chipre       | 2024-     |

## Palmarés

### Títulos nacionales
| Título                        | Club             | País         | Año  |
| ----------------------------- | ---------------- | ------------ | ---- |
| Eredivisie                    | PSV Eindhoven    | Países Bajos | 2018 |
| Supercopa de los Países Bajos | PSV Eindhoven    | Países Bajos | 2021 |
| Supercopa de los Países Bajos | PSV Eindhoven    | Países Bajos | 2022 |
| Copa Toto Al                  | Maccabi Tel Aviv | Israel       | 2024 |
| Liga Premier de Israel        | Maccabi Tel Aviv | Israel       | 2024 |
| Primera División de Chipre    | Pafos F. C.      | Chipre       | 2025 |